# Telewizja Lubuska
Trwa dyskusja nad usunięciem tego artykułu, kliknij i weź w niej udział.
Telewizja Lubuska (TVL, TV Lubuska) – stacja telewizyjna powstała na początku 2010 roku w wyniku rebrandingu dawnego programu lokalnego TeleŻet, który był adresowany wyłącznie do mieszkańców Żar. TVL zajmuje się przekazywaniem najświeższych informacji z regionu dla mieszkańców powiatu żarskiego, żagańskiego i krośnieńskiego. Stacja ma zasięg ponad 17 500 mieszkańców.

## Historia
W 1993 powstała „Żarska Telewizja Kablowa”, a wraz z nią program lokalny TeleŻet. Był adresowany dla mieszkańców Żar. Wraz z upływem czasu stacja zmieniała siedziby, ostatecznie siedzibą firmy jest jej budynek zlokalizowany w Żarach przy placu Kaczy Rynek 32. Wraz z wygaśnięciem pierwszej koncesji na nadawanie programu lokalnego program przyjął nazwę TV Lubuska. Obecnie program TV Lubuska jest emitowany w sieciach kablowych: Vectra – Żary, Vectra – Gubin, Vectra – Szprotawa, TeleŻet – Jasień, VectorMedia – Żagań. W Żarach kanał ten dnia 6 maja 2013 r. zakończył emisję. Został on zastąpiony innym kanałem regionalnym – TV Regionalna.

## Programy nadawane w TV Lubuskiej
- Wiadomości lokalne
- Rozmowy niecodzienne
- Wiadomości z ratusza
- Wiadomości sportowe
- Pogoda
- VectraMedia (blok lokalny sieci Vectra)

## Działalność patronacka
Wraz z TVP SA i innymi znanymi stacjami telewizyjnymi, TVL była partnerem medialnym Stowarzyszenia „Karan”.